# عبد الأمير قبلان
الشيخ عبد الأمير قبلان رئيس المجلس الإسلامي الشيعي الأعلى في لبنان. توفي في 4 سبتمبر 2021م.

## جده ووالده وابنه
والده الشیخ محمد علي قبلان وجده لأبيه الشيخ موسى قبلان، وهما عالمان بارزان لعبا دورا مهماً في الحركة العلمية والسياسية في البلاد جبل عامل والتي كان لها مناخات المؤثرة على نشأته، حيث عاشها، وراح يتلقى علومه الدينية والأدبية على يد أبيه وعلومه الأكاديمية في الثانوية العاملية وفي معهد الرز في بيروت. قال الشیخ آغا بزرك الطهراني مؤلف الذريعة إلى تصانيف الشيعة فی تألیفه الآخر نقباء البشر:

## ولادته ونشأته
وُلد عبد الأمير قبلان في عام 1936م ميلاديًا، في بلدة ميس الجبل في جنوب لبنان، إحدى قرى جبل عامل.

## سفره إلى النجف
اصطحبه والده في صغره إلى النجف في العراق والتحق في حوزتها وتابع دراسة المقدمات من نحو وصرف ومنطق وعقائد، ثم انتقل بعدها إلى دراسة اللمعة الدمشقية على يد العلامة الشيخ محمد تقي الجواهري، ثم درس الكفاية في الأصول على يد السيد إسماعيل الصدر، والرسائل في الأصول على يد السيد محمد حسين الحكيم، وتابع دراسة المكاسب على يد الشيخ محمد تقي الجواهري، أما المرحلة الثالثة فكانت دراسة الأصول والكفاية بجزأيها مع شرح مفصل، على يد السيد إسماعيل الصدر، لينتقل بعدها إلى درس الخارج على يد المرجع الديني أبو القاسم الخوئي في الأصول والفقه، كما درس قسماً من الفقه على يد المرجع محسن الحكيم.
وخلال فترة دراسته العلمية نال الشيخ قبلان ثقة أساتذته واحترامهم وتقديرهم لعلمه ولفضله، وأقروا له بالعلم والورع، ونال إجازتين في الاجتهاد من قبل إسماعيل الصدر والسيد كاظم شريعتمداري، كما منحه السيد أبو القاسم الخوئي والسيد محسن الحكيم والسيد حسين الحمامي وكالات عامة شرعية مع التنويه بمزاياه الخلقية والعلمية وجهده المتواصل في نشر الدعوة والتبليغ الديني، وأطلق عليه السيد محمد باقر الصدر لقب (ذو الشهادتين) تقديراً لإخلاصه ولصدقه ولتفانيه في العمل الديني. وفي سنة 1957 كلفه المرجع الديني الأعلى السيد محسن الحكيم إدارة شؤون التبليغ الديني في بلدة (ناحية الغراف بالقرب من الناصرية)، فأنشأ مكتبة عامة وأقام مشروعاً دينياً، وإلى جانب توليه التدريس في حوزة النجف، راح يعقد حلقات التدريس الديني ويلقي المحاضرات ويهتم بشؤون الناس، واستمر في ذلك حتى العام 1962، حيث تتلمذ على يديه عدد كبير من علماء الدين اللبنانيين والعراقيين والباكستانيين والهنود.

## علاقته مع المراجع
ارتبط بعلاقات وطيدة مع علماء ورجال دين كبار كان أبرزهم: الإمام موسى الصدر، الشيخ محمد مهدي شمس الدين، الشيخ مفيد الفقيه، السيد علي مكي العاملي، الشيخ سليمان اليحفوفي.
وأثناء وجوده في العراق، واكب مسيرة المرجع الديني محسن الحكيم وعمل معه أكثر من 10 سنوات كانت من أشد المراحل حراجة في العراق، لا سيما الفترة التي أعقبت الانقلاب على الحكم الملكي، حيث تعرض والعديد من العلماء لمضايقات كثيرة وتهديدات من قبل النظام العراقي بهدف إجهاض كل المحاولات الآيلة إلى تثبيت وتدعيم النشاط الحوزوي والحفاظ على النجف صرحاً علمياً وطليعياً في أداء دوره الرسالي.[وفقًا لِمَن؟]

## العودة إلى لبنان
نزولاً عند رغبة حسين مكي (مرجع المسلمين الشيعة في سوريا آنذاك) وبطلب من محسن الحكيم عاد الشيخ قبلان سنة 1963 إلى لبنان وانتقل إلى بلدة برج البراجنة تلبية لطلب من الجمعية الإسلامية فيها. حيث بدأ مهامه الدينية، وباشر بإتمام بناء مسجد الإمام الحسين بن علي، واشترى قطعة أرض مجاورة للمسجد، بنى عليها حسينية ومدرسة (التكامل الإسلامية)، كما أنشأ مستوصفاً صحياً مجاوراً للمسجد الذي تولى إمامته منذ العام 1963 ولا يزال حتى الآن يواظب على إقامة صلاة الجماعة وإلقاء الخطب والمحاضرات وإقامة حلقات التدريس فيه وتبليغ الأحكام الشرعية.

## إنجازته للمؤسسات
بادر الشيخ ببناء المؤسسات التالية:
- مسجد وحسينية ومستوصف الإمام الحسين في برج البراجنة
- مدرسة التكامل الإسلامي
- مركز أهل البيت للخدمات الطبية في بئر الحسين، هذا المركز : دار ولادة
- عيادة لطب الأسنان ومختبراً وصيدلية
- مركز أهل البيت في حارة حريك، ويضم حوزة دينية ومكتبة عامة وحسينية
- دار للعجزة في بعلبك يحمل اسم دار العمر الجديد في بعلبك
- مدرسة وحسينية في بلدة فرفريا في بلاد جبيل
- مسجد أهل البيت وحسينية الإمام الصدر في بلدة شبريحا(قضاء صور)
- مسجد وحسينية في بلدة كفرا (الجنوب)
- مسجد وحسينية (بيت شاما-البقاع)
- منتج أهل البيت الصحي في بلدة كفرا، وهو عبارة عن :
- دار لرعاية العجزة والمسنين
- مستشفى خاص بجراحة ومعالجة الأمراض الصدرية المستعصية،
- مستشفى صحي لمعالجة أمراض الربو والحساسية،
- قسم مخصص للعلاج الفيزيائي،
- قسم للطوارئ،
- عيادات خارجية،
- قسم مخصص لمنامة الأطباء والممرضين،
- صالة للمناسبات والاجتماعات،
- مسجد صغير للزوار
- مشروع ميس الجبل (قيد الإنجاز)
- حسينية للرجال وأخرى للنساء
- مدرسة دينية مع قسم داخلي
- مكتبة عامة
- مبرة للأيتام

## الشيخ قبلان والإمام موسى الصدر
كانت علاقة الشيخ قبلان مع آل الصدر قديمة منذ المراحل الأولى لإقامته في النجف ودراسته على يد السيد إسماعيل الصدر، وقد تعمقت هذه العلاقة إبان وجود الإمام الصدر في لبنان، حيث تكثفت اللقاءات بين الشيخ قبلان والإمام الصدر وتطورت حتى بلغت مرحلة متميزة من الصداقة والأخوة المتينة[بحاجة لمصدر]، رسختها حالة من التواصل والتشاور والتباحث في الشؤون العربية والإسلامية والوطنية وبالخصوص أمور الطائفة الإسلامية الشيعية في لبنان التي كانت تعاني مأزقاً معيشياً صعباً، وتخلفاً اقتصادياً واجتماعياً وثقافياً خطيراً،[وفقًا لِمَن؟]
وقف الشيخ قبلان إلى جانب الإمام الصدر في حركته الملطبية، ورفع معه شعار حقوق الفقراء ونصرة قضايا المحرومين، كما واكب معه مسيرة تحقيق العدالة الاجتماعية وضرورة تغيير النظام في لبنان، وإبطال مفاعيله الإقطاعية والتسلطية، وإلغاء الطائفية السياسية التي كانت تشكل ولا تزال مصدراً من مصادر اللاستقرار السياسي والاجتماعي في لبنان[رأي شخصي؟]. وكان للشيخ قبلان دور بارز في هذا السياق، ومشاركة فعالة في تأسيس المجلس الإسلامي الشيعي الأعلى حيث انتخب سنة 1969 عضواً في الهيئة الشرعية، كما تميز بنشاط كبير في إقناع عدد كبير من العلماء ورجال الدين الشيعة بالانخراط في المجلس الإسلامي الشيعي الأعلى والعمل في لجانه ومؤسساته.

## توليه لمنصب المفتي الجعفري الممتاز
عرف عن الشيخ قبلان حبه للناس وتفانيه في خدمتهم ورعاية شؤونهم فكان الأب والأخ المرشد والموجه الذي استطاع أن يمتلك قلوب الناس ويؤثر فيها، وبعد وفاة سماحة المفتي السيد حسين الحسيني سنة 1970 أجمعت قيادات الطائفة على ترشيح الشيخ عبد الأمير قبلان لخلافته، فما كان من الإمام السيد موسى الصدر إلا أن أسند إليه منصب المفتي الجعفري الممتاز، واستمر المفتي قبلان مسيرته الجهادية إلى جانب الإمام الصدر بكل صبر وثبات مؤمناً بالقضية الفلسطينية، رافضاً لكل أشكال وأنواع التوطين، عاملاً مع المخلصين اللبنانيين من أجل وطن تسوده العدالة ودولة تديرها المؤسسات، فكان متميزاً بمواقفه الجريئة والشجاعة لا سيما أثناء وقوع الفتنة في لبنان حيث كان يرفضها رفضاً قاطعاً ويحذر من مغبة الاستمرار فيها لأنها كانت كما يراها مؤامرة ليس على اللبنانيين فحسب، إنما مؤامرة على المنطقة بأسرها.

## الشيخ قبلان نائباً لرئيس المجلس الإسلامي الشيعي الأعلى
في ظل احتدام الصراع في لبنان وفي المنطقة وما رافقه من اجتياحات واعتداءات إسرائيلية استهدفت اللبنانيين والفلسطينيين على السواء، سافر الإمام موسى الصدر إلى ليبيا بدعوة من العقيد القذافي للمشاركة في احتفالات ثورة الفاتح والبحث مع القيادة الليبية في سبل توفير الدعم للقضية اللبنانية والقضية الفلسطينية، ولكن تأكد في ما بعد أن الإمام الصدر كان مستهدفاً وفد دبرت له هذه المكيدة للنيل منه ومن رفاقه إثر ذلك تولى الإمام الشيخ محمد مهدي شمس الدين الذي كان نائباً للرئيس إدارة شؤون المجلس الشيعي وتعاون معه في ذلك الشيخ قبلان الذي كان لولب الحركة الشيعية ويتمتع بمواصفات أهلته كي يكون صمام أمان الطائفة الشيعية ومرجعاً أساسياً في تقريب وجهات النظر الشيعية الروحية والسياسية لما عرف عنه من مزايا وأخلاق لا يرجو من خلالها أي مكسب شخصي أو أي غاية خاصة ولطالما يعتر أن الشيعة في لبنان ركن أساسي في وجه تيارات التقسيم وأن وحدة لبنان تنطلق من قدرة ومكانة الطائفة الشيعية هذه الطائفة التي كان عنوانها ولا يزال وحدة لبنان أرضاً وشعباً وعدم توطين الفلسطينيين وقد دفع الشيعة ثمناً كبيراً من الدماء والتضحيات من أجل هذه الثابتة والتي كان الإمام الصدر من أبرز ضحاياها.
استمر الشيخ قبلان في القيام بدوره المؤازر للإمام شمس الدين وبحرص شديد على المجلس الإسلامي الشيعي الأعلى وعلى كل المؤسسات التي أطلقها الإمام الصدر وفي العام 1994 انتخب الشيخ محمد مهدي شمس الدين رئيساً للمجلس الإسلامي الشيعي الأعلى كما أنتخب الشيخ قبلان بالإجماع نائباً للرئيس.
على أثر إصابة سماحة الإمام شمس الدين بمرض عضال ودخوله إلى المستشفى في أوائل شهر تموز من سنة 2000، تولى سماحة المفتي قبلان مهام رئاسة المجلس الإسلامي الشيعي الأعلى نزولاً عند رغبة الإمام شمس الدين الذي كان يرغب أن يُنتخب الشيخ قبلان رئيساً للمجلس وهو على قيد الحياة على أن يتولى الإمام شمس الدين نيابة الرئاسة.

## مؤلفاته
من مؤلفاته:
- عقيدة المؤمن عام 1957
- أشعة من حياة الرسول عام 1957
- المنافقون في القرآن عام 1957
- خلق المؤمن
- عمل المؤمن
- الجديد في قواعد اللغة العربية
- كتاب الكبائر
- كتاب الغيبة
- من وحي رمضان
- في قواعد الهمزة
- من وحي عاشوراء
- كيف تصلي الصلاة الصحيحة
- الصوم، إرادة وعزيمة وجهاد
- في رحاب الإمام السجاد
- على ضفاف الغدير
- خير الكلام
- سلسلة رجال ومواقف
- شرح دعاء الإمام زين العابدين في مكارم الأخلاق